# 牟礼镇
牟礼镇，是中华人民共和国四川省成都市邛崃市曾经下辖的一个镇。2019年12月，撤消牟礼镇，原牟礼镇新街社区、迎祥村、凤林村、三河村、龙凤村、小塘村、杨柳村、开元村所属行政区域为固驿街道的行政区域，以原牟礼镇永丰社区、牟礼社区、曹店村、乌木村、龙凼村、赵塔村、同录村、两河村、清河村所属行政区域为羊安街道的行政区域。

## 行政区划
牟礼镇撤销前下辖以下地区：
牟礼社区、新街社区、永丰社区、曹店村、乌木村、龙凼村、赵塔村、清河村、同录村、两河村、凤林村、三河村、迎祥村、小塘村、龙凤村、开元村和杨柳村。